# 蔺友芳
蔺友芳（？—？），直隶宛平（今北京市）人，是一名清朝政治人物。监生出身。
蔺友芳曾于1679年接替刘廷谏任青浦县知县一职，1682年由霍辅汉接任。